# Optibet Hokeja Līga
Az Optibet Hokeja Līga (röviden: OHL, más néven: Latvijas Virslīgas hokeja čempionāts) Lettország legmagasabb szintű jégkorongbajnoksága. A 2023-24-es szezonban a bajnokságban 9 csapat játszott, ebből 5 Lettországból, 3 Litvániából és 1 csapat Észtországból.

## Története
Az Optibet Hokeja Līga jogelődjét 1931-ben alapították.

## Résztvevők

### Jelenlegi csapatok
| Csapat            | Város      | Jégcsarnok           | Férőhely | Alapítva |
| ----------------- | ---------- | -------------------- | -------- | -------- |
| 7bet-Hockey Punks | Vilnius    | Pramogų arena        | 2 500    | 2010     |
| Airwell Energija  | Elektrėnai | Elektrėnų ledo rūmai | 2 000    | 1977     |
| HK Kurbads        | Riga       | Kurbada ledus halle  | 1 500    | 1996     |
| HK MOGO/LSPA      | Riga       | Mogo ledus halle     | 600      | 2014     |
| HS Rīga           | Riga       | Hokeja halle         | 400      | 1999     |
| Kaunas City       | Kaunas     | Ledo Arena           | 800      | 2021     |
| HC Panter         | Tallinn    | Haabersti jäähall    | 500      | 2001     |
| Prizma            | Riga       | Volvo sporta centrs  | 1 000    | 1996     |
| Zemgale/LBTU      | Jelgava    | Jelgavas ledus halle | 1 143    | 2001     |

## Bajnokok
- 1991–92 – HK Sāga Ķekava Riga
- 1992–93 – HK Pārdaugava Rīga
- 1993–94 – HK Pārdaugava Rīga
- 1994–95 – HK Nik's Brih Riga
- 1995–96 – Alianse Riga
- 1996–97 – LB/Essamika
- 1997–98 – HK Nik's Brih Riga
- 1998–99 – HK Nik's Brih Riga
- 1999–00 – Liepājas Metalurgs
- 2000–01 – HK Riga 2000
- 2001–02 – Liepājas Metalurgs
- 2002–03 – Liepājas Metalurgs
- 2003–04 – HK Riga 2000
- 2004–05 – HK Riga 2000
- 2005–06 – HK Riga 2000
- 2006–07 – HK Riga 2000
- 2007–08 – Liepājas Metalurgs
- 2008–09 – Liepājas Metalurgs
- 2009–10 – Dinamo-Juniors Riga
- 2010–11 – Liepājas Metalurgs
- 2011–12 – Liepājas Metalurgs
- 2012–13 – HK SMScredit.lv
- 2013–14 – HS Rīga/Prizma
- 2014–15 – HK Mogo
- 2015–16 – HK Liepāja
- 2016–17 – HK Kurbads
- 2017–18 – HK Kurbads
- 2018–19 – HK Mogo
- 2019–20 – A COVID-19 járvány miatt nem lett befejezve a bajnokság
- 2020–21 – HK Olimp/Venta 2002
- 2021–22 – HK Zemgale/LLU
- 2022–23 – HK Zemgale/LLU
- 2023–24 – HK Mogo
- 2024–25 – HK Mogo